# Nordsøaftalen
Nordsøaftalen er det populære navn for den politiske aftale, som VK-regeringen,  repræsenteret ved økonomi- og erhvervsminister Bendt Bendtsen (K) indgik 29. september 2003  med bevillingshaverne (A.P. Møller-Mærsk) i henhold til "Eneretsbevilling af 8. juli 1962 til efterforskning og indvinding af kulbrinter i Danmarks undergrund". 
Aftalen, der indebærer en fortsættelse af bevillingen frem til 2042, indebærer en marginalbeskatning for bevillingshaverne på 73 pct. Samlet set vurderes statens andel af overskuddet fra eneretsbevillingen at vokse til 61 pct af overskuddet i gennemsnit sammenlignet med de senere års gennemsnit på 40 pct.

## Aftalens parter
Regeringspartierne Venstre og Konservative indgik aftalen med Dansk Folkeparti og Det Radikale Venstre med det forbehold, at aftalen skulle revideres hvis "afgørende forudsætninger" ændrede sig, for eksempel højere oliepriser. 
Fra 2003 til i dag er oliepriserne mere end firedoblet.

## Lignende aftaler i udlandet
I den tilsvarende norske ordning skal olieselskaberne betale en højere skat, hvis olieprisen stiger, og en lavere skat, hvis prisen falder. Marginalskatten er på 80 %